# Принц Вэлиант
О комиксе, по мотивам которого создан фильм, см. Принц Вэлиант (комикс)
«Принц Вэлиант» (англ. Prince Valiant) — художественный фильм, созданный по мотивам комиксов Хэролда Р. Фостера в 1997 году.

## Сюжет
Викинги, которым неведом страх, похищают у короля меч Экскалибур, символизирующий единство и могущество Туманного Альбиона. Действие начинается на рыцарском турнире, во время которого оруженосцу приходится заменить своего суверена — сэра Гавэйна. Он добивается успеха на турнире, получает благосклонность прекрасной принцессы Уэльской и получает особое задание — сопроводить красавицу Айлин в замок её отца. Молодому человеку предстоит за время этого путешествия совершить массу подвигов, претерпеть массу лишений, но в конце его ожидает заслуженная награда — юноша оказывается принцем Вэлиантом и наследником трона захваченной страны Туле.

## В ролях
| Актёры         | Персонажи       |  |
| -------------- | --------------- |  |
| Стивен Мойер   | Вэлиант         |  |
|                |                 |  |
| Кэтрин Хайгл   | Принцесса Айлин |  |
|                |                 |  |
| Джоанна Ламли  | Моргана Ли Фей  |  |
|                |                 |  |
| Томас Кретчман | Трайгнар        |  |
|                |                 |  |
| Энтони Хикокс  | сэр Гавейн      |  |
|                |                 |  |
| Эдвард Фокс    | Король Артур    |  |
|                |                 |  |
| Уорик Дэвис    | Пеше            |  |
|                |                 |  |
| Рон Перлман    | Болтар          |  |
|                |                 |  |
| Удо Кир        | Слайгон         |  |
|                |                 |  |

## Создатели
- Режиссёр: Энтони Хикокс
- Оператор: Роджер Лэнсер
- Сценарист: Карстен Лоренц, Майкл Фрост Бекнер, Энтони Хикокс
- Продюсер: Карстен Лоренц
- Композитор: Давид Бержо

### Правообладатели
- Babelsberg Film — Производитель
- Celtridge Ltd. — Производитель
- Constantin Film — Производитель
- Hearst Entertainment — Производитель
- Legacy Film Productions Ltd. — Производитель
- West Video — Держатель лицензии (на территории России)

## Сноски
1. ↑  Prince Valiant Review. Movies.tvguide.com. Дата обращения: 18 марта 2011. Архивировано 8 июня 2012 года.
2. ↑  Prince Valiant (1997) by Liz Braun. AllMoviePortal.com. Дата обращения: 18 марта 2011. Архивировано 8 июня 2012 года.